# Gorkič
Gorkič je priimek več znanih ljudi:
- Dušan Gorkič (1922—2005), slovenski častnik, generalmajor JLA
- Franc Gorkič (1888—1972), narodnoobrambni in kulturni delavec ter urednik
- Janez Gorkič (1907—1990), salezijanski duhovnik
- Primož Gorkič, pravnik, prof. dr.